# یواس‌اس اورتالان (ای‌اس‌آر-۲۲)
یواس‌اس اورتالان (ای‌اس‌آر-۲۲) (به انگلیسی: USS Ortolan (ASR-22)) یک زیردریایی بود که طول آن ۲۵۱ فوت (۷۷ متر) بود. این زیردریایی در سال ۱۹۶۹ ساخته شد.